# ATP Shenzhen Open
El Torneig de Shenzhen, també conegut com a ATP Shenzhen Open, és un torneig de tennis professional que es disputa sobre pista dura. Actualment pertany als torneigs ATP World Tour 250 del circuit ATP masculí. Se celebra al gener en el complex Shenzhen Longgang Tennis Center de Shenzhen, Xina.

## Palmarès

### Individual masculí
| Any  | Campió             | Finalista              | Resultat            |
| ---- | ------------------ | ---------------------- | ------------------- |
| 2018 | Yoshihito Nishioka | Pierre-Hugues Herbert  | 7−5, 2−6, 6−4       |
| 2017 | David Goffin       | Aleksandr Dolgopòlov   | 6−4, 6−7(5), 6−3    |
| 2016 | Tomáš Berdych (2)  | Richard Gasquet        | 7−6(5), 6−7(2), 6−3 |
| 2015 | Tomáš Berdych      | Guillermo García López | 6−3, 7−6(7)         |
| 2014 | Andy Murray        | Tommy Robredo          | 5−7, 7−6(9), 6−1    |

### Dobles masculins
| Any  | Campions                       | Finalistes                    | Resultat            |
| ---- | ------------------------------ | ----------------------------- | ------------------- |
| 2018 | Ben McLachlan Joe Salisbury    | Robert Lindstedt Rajeev Ram   | 7−6(5), 7−6(4)      |
| 2017 | Alexander Peya Rajeev Ram      | Nikola Mektić Nicholas Monroe | 6−3, 6−2            |
| 2016 | Fabio Fognini Robert Lindstedt | Oliver Marach Fabrice Martin  | 7−6(4), 6−3         |
| 2015 | Jonathan Erlich Colin Fleming  | Chris Guccione André Sá       | 6−1, 6−7(3), [10−6] |
| 2014 | Jean-Julien Rojer Horia Tecău  | Sam Groth Chris Guccione      | 6−4, 7−6(4)         |